# (8020) Erzgebirge
(8020) Erzgebirge (1990 TV13) – planetoida z pasa głównego asteroid okrążająca Słońce w ciągu 3,63 lat w średniej odległości 2,36 au. Odkryta 14 października 1990 roku.